# Grand Prix-seizoen 1902
Het Grand Prix-seizoen 1902 was het derde Grand Prix-jaar waarin de Gordon Bennett Cup werd verreden. Het seizoen begon op 15 mei en eindigde op 14 september na zes races.

## Kalender
| Datum        | Land                               | Racenaam                | Circuit                              | Winnaar         | Constructeur     | Verslag |
| ------------ | ---------------------------------- | ----------------------- | ------------------------------------ | --------------- | ---------------- | ------- |
| 15-16 mei    | Frankrijk                          | Circuit van het Noorden | Parijs-Arras-Parijs (Publieke wegen) | Maurice Farman  | Panhard          | verslag |
| 26-28 juni   | Frankrijk, Zwitserland, Oostenrijk | Gordon Bennett Cup      | Parijs-Innsbruck (Publieke wegen)    | Selwyn Edge     | Napier           | verslag |
| 26-29 juni   | Frankrijk, Zwitserland, Oostenrijk | Parijs-Wenen            | Publieke wegen                       | Marcel Renault  | Renault          | verslag |
| 31 juli      | België                             | Ardennenrace            | Bastenaken                           | Charles Jarrott | Panhard          | verslag |
| 31 augustus  | Duitsland                          | Circuitrace Frankfurt   | Oberforsthaus                        | Wilhelm Werner  | Mercedes-Simplex | verslag |
| 14 september | Frankrijk                          | Criterium van Provence  | Salon-Arles-Salon (Publieke wegen)   | Paul Chauchard  | Panhard          | verslag |

1894 · 1895 · 1896 · 1897 · 1898 · 1899 · 1900 · 1901 · 1902 · 1903 · 1904 · 1905 · 1906 · 1907 · 1908 · 1909 · 1910 · 1911 · 1912 · 1913 · 1914 · 1915 · 1916 · Eerste Wereldoorlog · 1919 · 1920 · 1921 · 1922 · 1923 · 1924 · 1925 · 1926 · 1927 · 1928 · 1929 · 1930 · 1931 · 1932 · 1933 · 1934 · 1935 · 1936 · 1937 · 1938 · 1939 · 1940-1945 (Tweede Wereldoorlog) · 1946 · 1947 · 1948 · 1949 
 Lijst van Grand Prix-wedstrijden voor 1950